# Gliese 570
Gliese 570 è un sistema stellare quadruplo distante circa 19,2 anni luce dal sistema solare, situato nella costellazione della Bilancia.
Il sistema è composto da una stella arancione di sequenza principale (HD 131977), da una coppia di nane rosse (HD 131976) che le orbitano attorno ad una distanza media di circa 190 UA lungo un'orbita piuttosto eccentrica (e=0,2) che percorrono in circa 2130 anni e da una nana bruna (GJ 570 D) orbitante attorno alle altre tre stelle ad una distanza media di 1500 UA.

## Distanza e visibilità
In una notte serena, si nota che il sistema di Gliese 570 è situato nella costellazione della Bilancia. Nel cielo terrestre il sistema si trova a sud-est di Alfa Librae e a nord-ovest di Sigma Librae. La declinazione del sistema è di -21, il che significa che sarebbe una stella dell'emisfero australe ma è visibile da molte altre aree abitate del nostro pianeta.
Nel 1990, il satellite europeo Hipparcos aveva misurato la parallasse di Gliese 570 B e C e suggeriva una distanza di 22,4 a.l. dalla Terra. Adesso, si crede che la misurazione della parallasse effettuato dal satellite Hipparcos abbia avuto un piccolo errore perché il sistema di Gliese 570 non si trova attualmente a questa distanza. La magnitudine apparente della componente A è di 5,75, il che significa che è appena visibile ad occhio nudo.

## Il sistema stellare

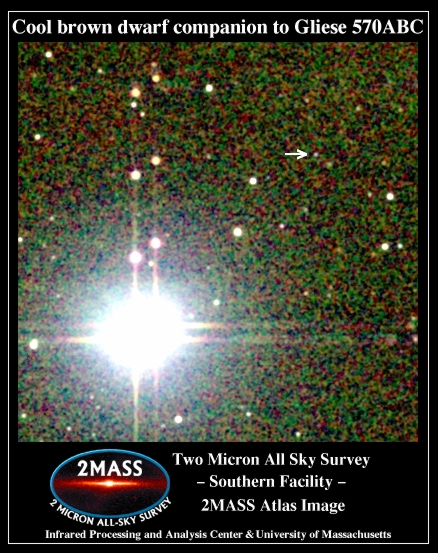
Il sistema ternario Gliese 570. La nana bruna di classe T, Gliese 570D, è indicata dalla freccia. Fonte 2MASS.

Il sistema stellare è formato da 4 stelle: la componente A, una nana arancione che ha alcune caratteristiche in comune con il Sole, le componenti B e C, 2 nane rosse similissime fra loro e la componente D, una nana bruna in orbita attorno alle altre 3 stelle.

### Gliese 570 A
Gliese 570 A è la stella principale del sistema. Questa stella arancione della sequenza principale (classe spettrale K5-Ve) possiede il 76% della massa del Sole, 77% circa del suo diametro ma solo il 35% della sua luminosità. L'abbondanza di elementi più pesanti dell'elio (metallicità) è pressappoco la stessa del Sole, il che fa pensare che possa avere circa la stessa età. Ha una magnitudine apparente di 5,75 ed è quindi appena visibile ad occhio nudo.
Questa stella viene identificata anche con queste sigle: HD 131977, BD -20°4125, LHS 387, LTT 5949, GCTP 3375.00, SAO 183040, FK5 1391, LFT 1161, LPM 551, Vys 726, ADS 9446 e HIP 73184.
Nel 1998 è stato segnalato un presunto pianeta in orbita attorno a Gliese 570 A, denominato Gliese 570 Ab, con 3/4 della massa di Giove su un'orbita circolare alla stessa distanza che separa la Terra dal Sole, nota come unità astronomica. La sua presenza tuttavia è stata smentita nel 2000..

### Gliese 570 B e Gliese 570 C
Questo sistema binario è composto da due nane rosse orbitanti attorno ad un centro comune e distanti tra loro poco meno di una unità astronomica.

#### Gliese 570 B
Gliese 570 B possiede metà della massa del Sole, il 60% del suo diametro e solo il 2% della sua luminosità; la sua classe spettrale è M1.5V, che ne fa una nana rossa particolarmente brillante.
La stella risulta invisibile ad occhio nudo perché ha una magnitudine apparente di circa 8,00.

#### Gliese 570 C
Gliese 570 C possiede un terzo della massa del Sole, forse metà del suo diametro ma appena lo 0,3% della sua luminosità. La sua classe spettrale è M3-V ed ha una magnitudine apparente di 9.90.
Non sono stati scoperti pianeti di tipo gioviano o nane brune attorno a questo sistema binario o a una delle due stelle. Difficilmente pianeti orbitanti in questo sistema stellare potrebbero presentare condizioni favorevoli alla vita.

### Gliese 570 D
Scoperta nel 2000, questa piccola e fredda nana bruna dista circa 1500 UA dalla componente principale del sistema. È un oggetto di classe T, molto freddo anche per una nana bruna (circa 500 K). Dotata di un'atmosfera ricca di metano, potrebbe avere un'età compresa tra due e cinque miliardi di anni.